# 越谷市立北越谷小学校
越谷市立北越谷小学校（こしがやしりつ きたこしがやしょうがっこう）は、埼玉県越谷市北越谷にある公立小学校。

## 沿革
- 1973年4月1日 - 越谷市立大袋小学校、越谷市立大沢北小学校を分離して越谷市立大沢小学校の校舎の一部を併用して越谷市立北越谷小学校として開校[1]
- 1974年2月19日 - 校歌、校章制定[2]

## 教育目標
「自分を創る子」
- 自ら学ぶ子
- 心豊かな子
- きたえる子[3]

## 通学区域
- 大房 - 一部
- 北越谷一丁目 - 全域
- 北越谷二丁目 - 全域
- 北越谷三丁目 - 全域
- 北越谷四丁目 - 全域
- 北越谷五丁目 - 全域[4]